# Nakodar

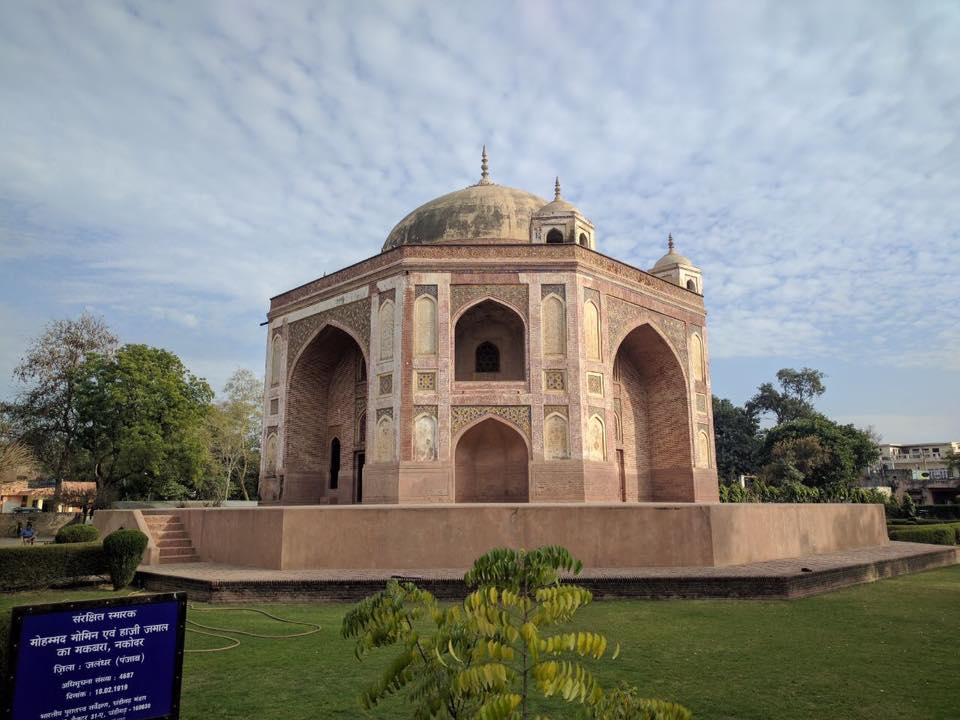
Tomb of Mohammad Momin and Haji Jamal, 01

Nakodar (o Nakoder) è una città dell'India di 31.422 abitanti, situata nel distretto di Jalandhar, nello stato federato del Punjab. In base al numero di abitanti la città rientra nella classe III (da 20.000 a 49.999 persone).

## Geografia fisica
La città è situata a 31° 7' 33 N e 75° 28' 24 E e ha un'altitudine di 222 m s.l.m..

## Società

### Evoluzione demografica
Al censimento del 2001 la popolazione di Nakodar assommava a 31.422 persone, delle quali 16.586 maschi e 14.836 femmine. I bambini di età inferiore o uguale ai sei anni assommavano a 3.434, dei quali 1.891 maschi e 1.543 femmine. Infine, coloro che erano in grado di saper almeno leggere e scrivere erano 23.020, dei quali 12.741 maschi e 10.279 femmine.